# Distretto di Bihsud
Il distretto di Bihsud è un distretto dell'Afghanistan appartenente alla provincia del Nangarhar. Viene stimata una popolazione di 58.058 abitanti (stima 2016-17).